# Dean Ashton
Dean Ashton (Swindon, Inglaterra, 24 de noviembre de 1983) es un exfutbolista inglés que jugaba como delantero.
Aquejado desde hacía tiempo por las lesiones, se retiró en diciembre de 2009 por sus problemas con la rodilla.

## Selección nacional
Fue internacional con Inglaterra en una ocasión.

## Clubes
| Club                  | País       | Año       |
| --------------------- | ---------- | --------- |
| Crewe Alexandra F. C. | Inglaterra | 2000-2005 |
| Norwich City F. C.    | Inglaterra | 2005-2006 |
| West Ham United F. C. | Inglaterra | 2006-2009 |